# Principado de Orange-Nassau
Orange-Nassau, también conocido como Nassau-Orange (en alemán: Oranien-Nassau:  o Nassau-Oranien), era una principado qué formaba parte del Círculo de Baja Renania-Westfalia dentro del Sacro Imperio Romano Germánico. Existió bajo este nombre entre 1702 y 1815. El territorio actual del estado forma parte de Alemania. Fue gobernado por la Casa de Orange-Nassau.

## Historia
En 1702, la primera Casa de Orange-Nassau devenía extinto con la muerte de Guillermo III, Príncipe de Orange, estatúder de los Países Bajos y Rey de Inglaterra, Escocia e Irlanda. Juan Guillermo Friso, Príncipe de Nassau-Dietz heredada parte de las posesiones y el título de "príncipe de Orange" de su primo, Guillermo III. Desde entonces, los gobernantes utilizaron el título Fürst von Nassau-Oranien en Alemania, y el título Prins van Oranje-Nassau (en español: Príncipe de Orange-Nassau ) en los Países Bajos.
El principado pronto se volvió más grande con la incorporación de otros territorios de los Nassau, debido a la extinción de otras ramas de la Casa de Nassau. En 1711, la rama de Nassau-Hadamar se extinguió. A pesar de que perteneciendo a las ramas restantes de Nassau-Siegen, Nassau-Dillenburg y Orange-Nassau, el principado de Nassau-Hadamar no fue dividido; si no provisionalmente administrado por el gobernante de Nassau-Dillenburg. Cuando las ramas de Nassau-Dillenburg y Nassau-Siegen se extinguieron en 1739 y 1743, todos los territorios Nassau de la rama Ottoniana se unificaron y fueron heredados por la rama de Orange-Nassau. El Príncipe de Orange-Nassau de entonces en adelante tuvo dos asientos en el Consejo de Príncipes del Reichstag: Hadamar-Nassau y Nassau-Dillenburg.
Por artículo 24 del Tratado de la Confederación el 12 de julio de 1806, Guillermo VI, Príncipe de Orange perdió todos los territorios del Principado de Orange-Nassau. Los condados de Siegen, Dillenburg y Hadamar, y el Herrlichkeit de Beilstein, fueron incorporados al Gran Ducado de Berg. Por mediatización y secularización, el condado de Dietz y sus dependencias, y los señoríos de Wehrheim y Burbach, cayeron bajo la soberanía del Duque de Nassau-Usingen y el Príncipe de Nassau-Weilburg. En 1808, el Príncipe de Orange también perdió sus derechos como príncipe mediador, y toda su propiedad estuvo confiscada.
Después de las tropas francesas fueron expulsadas de Alemania en 1813, el Príncipe de Orange pudo retomar los territorios que perdió al Gran Ducado de Berg en 1806. Además, las siguientes áreas mediadas fueron añadidas bajo su soberanía: el Herrlichkeit de Westerburg, el Herrlichkeit de Schadeck, y la parte del condado de Wied-Runkel que se encontrase en la orilla derecha del río Lahn. El 26 de noviembre de 1813, el Príncipe de Orange firmó un tratado con el Ducado de Nassau, en el cual el condado de Nassau-Dietz fue retornado al príncipe. El Amt Wehrheim, aun así, permaneció con el Ducado de Nassau.
Sin embargo, la restauración fue corta. El 31 de mayo de 1815, el príncipe Guillermo VI concluyó un tratado en el Congreso de Viena con su hermano-en-ley y primer primo, el Rey Federico Guillermo III de Prusia, por el qué cedió el Principado de Orange-Nassau al Reino de Prussia a cambio de Luxemburgo, el cual fue elevado a Gran Ducado. En ese mismo día, el reino de Prusia dio la mayoría del principado al Ducado de Nassau (así uniendo las áreas de la rama Ottoniana y la rama de Walram de la Casa de Nassau). Solo Siegen quedó formando parte de Prussia.
En 1815, el príncipe se convirtió en el nuevo Rey de los Países Bajos y Gran Duque de Luxemburgo con el nombre de Guillermo I de los Países Bajos. Hoy en día los Países Bajos siguen gobernados por descendientes de la Casa de Orange-Nassau.

## Territorios del principado
- Condado de Nassau-Dillenburg
- Condado de Nassau-Siegen
- Condado de Nassau-Dietz
- Condado de Nassau-Hadamar
- Feudo de Beilstein
- Feudo  Spiegelberg
- Amt Nassau (Compartido con Nassau-Usingen)
- Amt Kirrberg (Compartido con Nassau-Usingen)
- Grund Seel y Burbach (compartido con Nassau-Weilburg)
- Amt Camberg (Compartido con el Electorado de Trier)
- Amt Wehrheim (Compartido con el Electorado de Trier)
- Custodia de Ems (compartido con Hesse-Darmstadt)